# Риттер, Джейсон
Дже́йсон Мо́рган Ри́ттер (англ. Jason Morgan Ritter; род. 17 февраля 1980, Лос-Анджелес) — американский актёр, номинант на премию «Эмми» в 2012 году.

## Биография
Джейсон Морган Риттер родился в актёрской семье Нэнси Морган и Джона Риттера. Он обучался в средней и высшей школах в Санта-Монике, а затем поступил в Нью-Йоркский университет и кроме этого окончил Королевскую академию драматического искусства в Лондоне.
Джейсон Риттер начинал карьеру с небольших ролей в проектах с участием отца, Джона Риттера. В 2003 году он сыграл одну из главных ролей в фильме «Фредди против Джейсона», за которую был номинирован на премию «Сатурн». Кроме того, отметился ролями в фильмах «Фанатка» (2002), «Суперзвезда» (2004) и «Правила секса 2: Хэппиэнд» (2005). На телевидении он снялся в сериале «Новая Жанна Д’Арк» (2003—2005) и ситкоме «Класс» (2006—2007), а в 2008 году сыграл роль Джеба Буша в фильме «Буш».
Риттер сыграл главную роль в сериале NBC «Событие», который транслировался в 2010—2011 годах и был закрыт после одного сезона из-за низких рейтингов. Начиная с 2010 года Риттер периодически появлялся в сериале «Родители», а в 2012 году был номинирован на премию «Эмми» в категории «Лучший приглашённый актёр в драматическом телесериале». В четвёртом сезоне он присоединился к основному составу сериала.
Риттер озвучивал персонажа Диппера Пайнса в мультсериале «Гравити Фолз».
В 2017 году Риттер получил ведущую роль в сериале «Кевин (наверно) спасает мир».
В 2023 году озвучил заглавную роль в мультсериале «Капитан Фолл».

## Личная жизнь
В 2017 году Риттер обручился с актрисой Мелани Лински, с которой встречался четыре года.